# 卡爾德拉塔

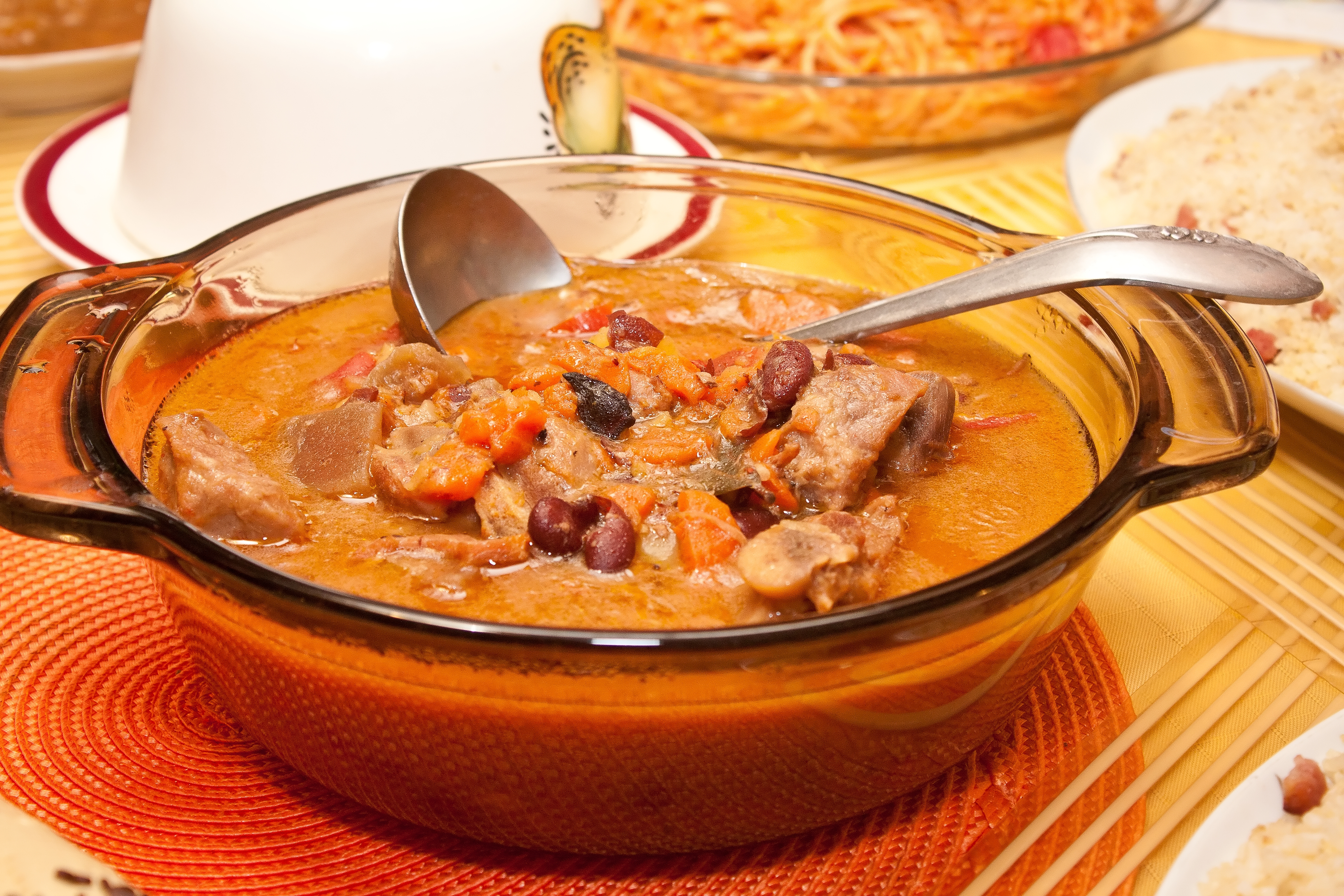
卡爾德拉塔

卡爾德拉塔，是一種菲律賓的燉山羊肉料理，有時改用牛肉、豬肉或雞肉。
該菜使用山羊的肝臟和蔬菜製成，蔬菜可能包括西紅柿，土豆，橄欖，青椒和辣椒，有時加入番茄醬。
卡爾德拉塔一名源自西班牙文caldera，意思是大鍋。這道菜與伊比利亞半島的燉肉類似，是在西班牙統治菲律賓300多年期間被西班牙人帶到菲律賓。
卡爾德拉塔是在特殊場合，派對和慶祝活動中食用的。